# Ewen Whitaker
Ewen A. Whitaker (Londres, 22 de junio de 1922 - Tucson, Arizona, 11 de octubre de 2016) fue un astrónomo británico especializado en estudios de la Luna.

## Biografía
Fue astrónomo del Real Observatorio de Greenwich, convirtiéndose en el director de la Lunar Section of the British Astronomical Association. A continuación, emigró a los Estados Unidos y se unió al personal del Observatorio Yerkes. En 1960 dejó Yerkes, junto con Gerard P. Kuiper, ayudando a fundar el Lunar and Planetary Laboratory de la Universidad de Arizona, convirtiéndose en investigador emérito del LPL cuando se retiró en 1978. 
Trabajó en varias misiones de la NASA, y tuvo éxito en la localización del sitio de aterrizaje del Surveyor 3. Posteriormente esta fue utilizada para determinar el lugar de aterrizaje para la misión del Apolo 12. 
Ha sido considerado por algunos como el líder mundial de los expertos en cartografía de la Luna y nomenclatura lunar. Algunas de sus investigaciones están relacionadas con el descubrimiento de cadenas de cráteres en la Luna.
Fue miembro del Grupo de Trabajo de la UAI en la nomenclatura lunar. En 1999 publicó un libro sobre la historia de la cartografía y la nomenclatura lunar, titulado Mapping and Naming the Moon. Fue el descubridor de Miranda, la quinta luna de Urano.
Residió en Tucson, Arizona y murió el 11 de octubre de 2016. Su esposa Beryl murió en 2013.

## Premios
- Goodacre Medal, 1982.